# Torne-Furö
Torne-Furö (Fins: Tornion-Hurrei) is een Zweeds eiland behorend tot de Haparanda-archipel. Het eiland ligt 10 kilometer ten zuiden van de plaats Haparanda. Het eiland bestaat uit moreneachtig gesteente en zandvlaktes. Daarop groeien dan dennen en sparren. Het eiland en de omliggende wateren vormen het Torne-Furö Natuurreservaat van 2,21 km² groot. Op het eiland groeit de zeldzame Artemisia campestris susp. Bottnica. Het is een lievelingseiland van bewoners van Haparanda die zich willen ontspannen.